# Herteredssjön
Herteredssjön är en sjö i Halmstads kommun i Halland och ingår i Fylleåns huvudavrinningsområde. Sjöns area är 0,05 kvadratkilometer och den är belägen 74,6 meter över havet.